# Tattooed Millionaire

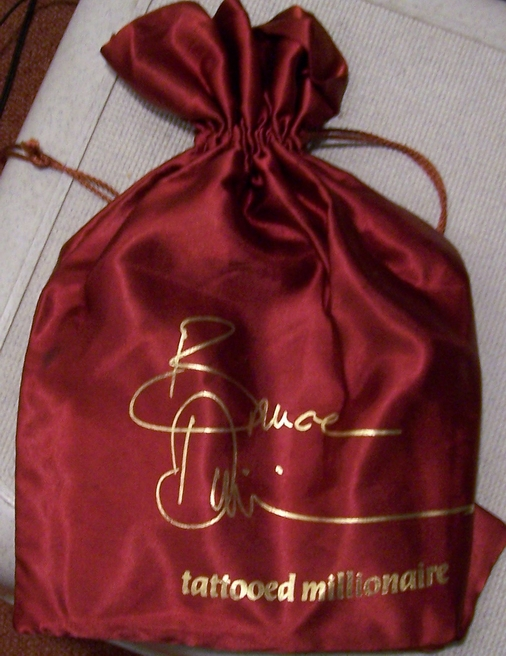
Geldbuidel Tattooed Millionaire

Tattooed Millionaire is het eerste soloalbum van Bruce Dickinson, de zanger van Iron Maiden. Het album kwam uit in mei 1990. In gelimiteerde oplage (vooral via prijsvragen) kwam de cd ook uit in een paarse geldbuidel met de handtekening van Bruce in gouden letters.
Vergeleken met Iron Maiden is het een vrij rustig en afwisselend album. Van het rustige 'Son of Gun', over de gevolgen van wapenbezit tot het nummer 'Hell on Wheels', over verkeersongelukken. "Hard to steer when the devil's driving". Het nummer 'Born in 58' gaat over de jeugd van Dickinson, die bij zijn grootouders opgroeide, in het mijnstadje Worksop.
Het nummer 'Bring Your Daughter...to the Slaughter' zou oorspronkelijk ook op het album komen, maar werd door Steve Harris gekocht voor het nieuwste Iron Maiden album. Het nummer paste ook niet echt tussen de vooral rustige nummers van Tattooed Millionaire. Het nummer kwam op nr. 1 van de hitlijsten in Engeland.

## Tournee en overig
Een toer volgde, in het Verenigd Koninkrijk en ook in Nederland, België en enkele andere landen, met daarbij een livevideo, die eind 1990 verscheen. Bij diverse optredens trad Dickinson vermanend op, of gooide een waterflesje naar degene(n) toe, als enkele fans wild gingen dansen, pogoën. Hij was van mening dat dit het plezier van anderen verpestte. De aanleiding was het wat snellere en hardere eerste nummer van het optreden 'Riding with the Angels', van Samson, de band waarin Dickinson zong voordat hij bij Iron Maiden kwam.
Tattooed Millionaire werd nog opgenomen terwijl Dickinson nog bij Iron Maiden zong. Van 1993 tot 1999 ging Dickinson helemaal solo met hardere en enkele experimentele albums.
Een aantal artiesten, vooral in de metalscene, namen de tekst van de titelsong Tattooed Millionaire te letterlijk en waren beledigd. Het nummer geeft een bepaalde visie op miljonairs. 'Tattooed' was fictief bedoeld en sloeg vooral op Nikki Sixx, die vreemdging met de vrouw van Dickinson, en niet op miljonairs met een tatoeage.
Gitarist Janick Gers bleef bij Dickinson in de band en werd in 1999 geïntroduceerd als gitarist van Iron Maiden, bij de terugkeer van Bruce Dickinson aldaar en het tijdelijke vertrek van Adrian Smith. Smith keerde enkele jaren later terug, waarna Iron Maiden drie gitaristen had. Gers speelde 25 jaar later, in 2024, nog steeds in Iron Maiden.

## Tracklist
1. Son of a Gun
2. Tattooed Millionaire
3. Born in '58 ('Born in 58' is een nummer over het leven van Dickinson zelf en is opgedragen aan zijn grootvader).[3]
4. Hell on Wheels
5. Gypsy Road
6. Dive! Dive! Dive!
7. All the Young Dudes, cover van Mott the Hoople, geschreven door David Bowie.
8. Lickin' the Gun
9. Zulu Lulu
10. No Lies

## Band
- Bruce Dickinson - zang
- Janick Gers - gitaar
- Andy Carr - basgitaar
- Fabio del Rio - drums